# Tembendado
Tembendado es una localidad del estado mexicano de Michoacán. Es parte del municipio de Hidalgo.

## Demografía
| Censo | Población |
| ----- | --------- |
| 2010  | 1349      |
| 2020  | 1084      |